# Vallée-de-Ronsard
Vallée-de-Ronsard est une commune nouvelle française résultant de la fusion en 2019 des communes de Couture-sur-Loir et de Tréhet, dans le département du Loir-et-Cher, en région Centre-Val de Loire.

## Géographie

### Localisation et communes limitrophes
La commune de Vallée-de-Ronsard se trouve au nord-ouest du département de Loir-et-Cher, dans la petite région agricole des Vallée et Coteaux du Loir,. À vol d'oiseau, elle se situe à 51,4 km  de Blois, préfecture du département, à 28,8 km de Vendôme, sous-préfecture, et à 13,2 km de Montoire-sur-le-Loir, chef-lieu du canton de Montoire-sur-le-Loir dont dépend la commune depuis 2015. La commune fait en outre partie du bassin de vie de La Chartre-sur-le-Loir.
Les communes les plus proches sont :
Poncé-sur-le-Loir (2,5 km) (72), Les Essarts (3,4 km), Sougé (3,8 km), Artins (4,2 km), Lavenay (4,4 km) (72), Villedieu-le-Château (4,7 km), Ruillé-sur-Loir (4,8 km) (72)), et La Chapelle-Gaugain (5,1 km) (72). La commune déléguée de Tréhet est à 5 km du chef-lieu.

### Paysages et relief
Dans le cadre de la Convention européenne du paysage, adoptée le 20 octobre 2000 et entrée en vigueur en France le 1er juillet 2006, un atlas des paysages de Loir-et-Cher a été élaboré en 2010 par le CAUE de Loir-et-Cher, en collaboration avec la DIREN Centre (devenue DREAL en 2011), partenaire financier. Les paysages du département s'organisent ainsi en huit grands ensembles et 25 unités de paysage,. La commune fait partie de l'unité de paysage de « la plaine du Loir », dans l'ensemble « la vallée du Loir ».
Après les boucles vendômoises, la plaine du Loir s'épanouit largement, bordée au nord par un coteau raide haut de 40 à 50 mètres, et au sud par les coteaux en pente douce d'une trentaine de mètres de haut qui remontent sur plateau de la Gâtine Tourangelle. Cet élargissement soudain de la vallée est principalement dû à la confluence du Loir, de la Cendrine et du Merdreau. Le fond de vallée atteint jusqu'à 5,5 kilomètres de large entre Ternay et Troo. L'ouest de la vallée se poursuit en un couloir plus régulier qui se referme légèrement à l'approche de la limite départementale.
L'altitude du territoire communal varie de 53 mètres à 136 mètres,.

### Hydrographie

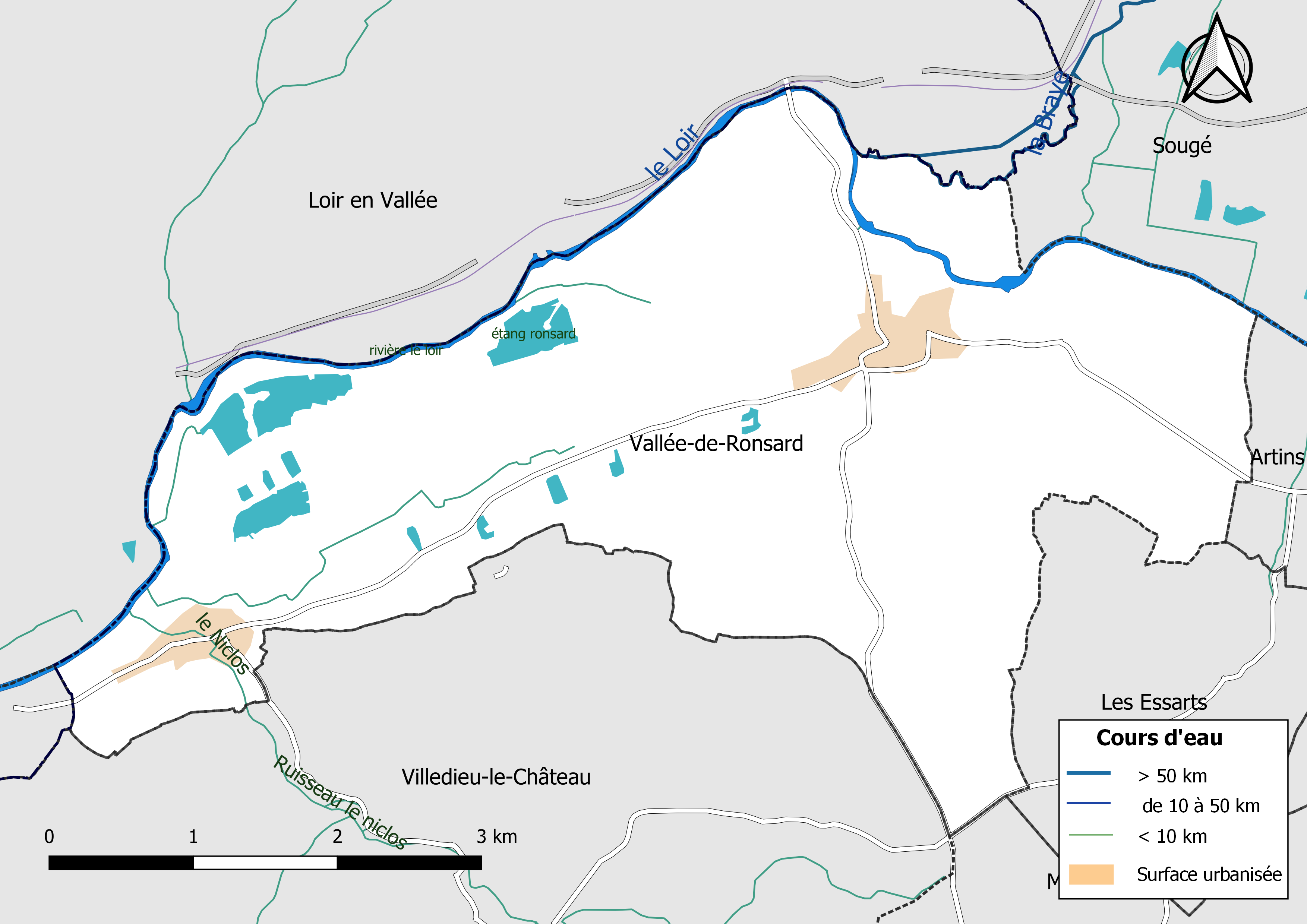
Réseau hydrographique de Vallée-de-Ronsard.

La commune est drainée par le Loir (4,979 km), la Braye (0,586 km) et par divers petits cours d'eau, constituant un réseau hydrographique de 7,53 km de longueur totale.
Le Loir traverse la commune du nord-est vers le sud-ouest. D'une longueur totale de 317,4 km, il prend sa source dans la commune de Champrond-en-Gâtine (Eure-et-Loir) et se jette dans la Sarthe à Briollay (Maine-et-Loire), après avoir traversé 86 communes.
La Braye, d'une longueur totale de 75,1 km, prend sa source dans la commune de Ceton et se jette dans le Loir à Vallée-de-Ronsard, après avoir traversé 24 communes.
Sur le plan piscicole, ces cours d'eau sont classés en deuxième catégorie, où le peuplement piscicole dominant est constitué de poissons blancs (cyprinidés) et de carnassiers (brochet, sandre et perche).

### Climat
Pour des articles plus généraux, voir Climat du Centre-Val de Loire et Climat de Loir-et-Cher.
En 2010, le climat de la commune est de type climat océanique dégradé des plaines du Centre et du Nord, selon une étude du CNRS s'appuyant sur une série de données couvrant la période 1971-2000. En 2020, Météo-France publie une typologie des climats de la France métropolitaine dans laquelle la commune est exposée à un climat océanique altéré et est dans la région climatique Moyenne vallée de la Loire, caractérisée par une bonne insolation (1 850 h/an) et un été peu pluvieux.
Pour la période 1971-2000, la température annuelle moyenne est de 11,3 °C, avec une amplitude thermique annuelle de 14,5 °C. Le cumul annuel moyen de précipitations est de 677 mm, avec 11,8 jours de précipitations en janvier et 6,9 jours en juillet. Pour la période 1991-2020, la température moyenne annuelle observée sur la station météorologique de Météo-France la plus proche, sur la commune de Saint-Laurent-en-Gâtines à 20 km à vol d'oiseau, est de 11,6 °C et le cumul annuel moyen de précipitations est de 769,1 mm,. Pour l'avenir, les paramètres climatiques de la commune estimés pour 2050 selon différents scénarios d'émission de gaz à effet de serre sont consultables sur un site dédié publié par Météo-France en novembre 2022.

### Milieux naturels et biodiversité

#### Espaces protégés
La protection réglementaire est le mode d'intervention le plus fort pour préserver des espaces naturels remarquables et leur biodiversité associée.Un espace protégé est présent sur la commune : « Varenne de Chevelu », un terrain acquis par le Conservatoire d'espaces naturels Centre-Val de Loire. Il présente une superficie de 19,1 ha.

#### Zones naturelles d'intérêt écologique, faunistique et floristique

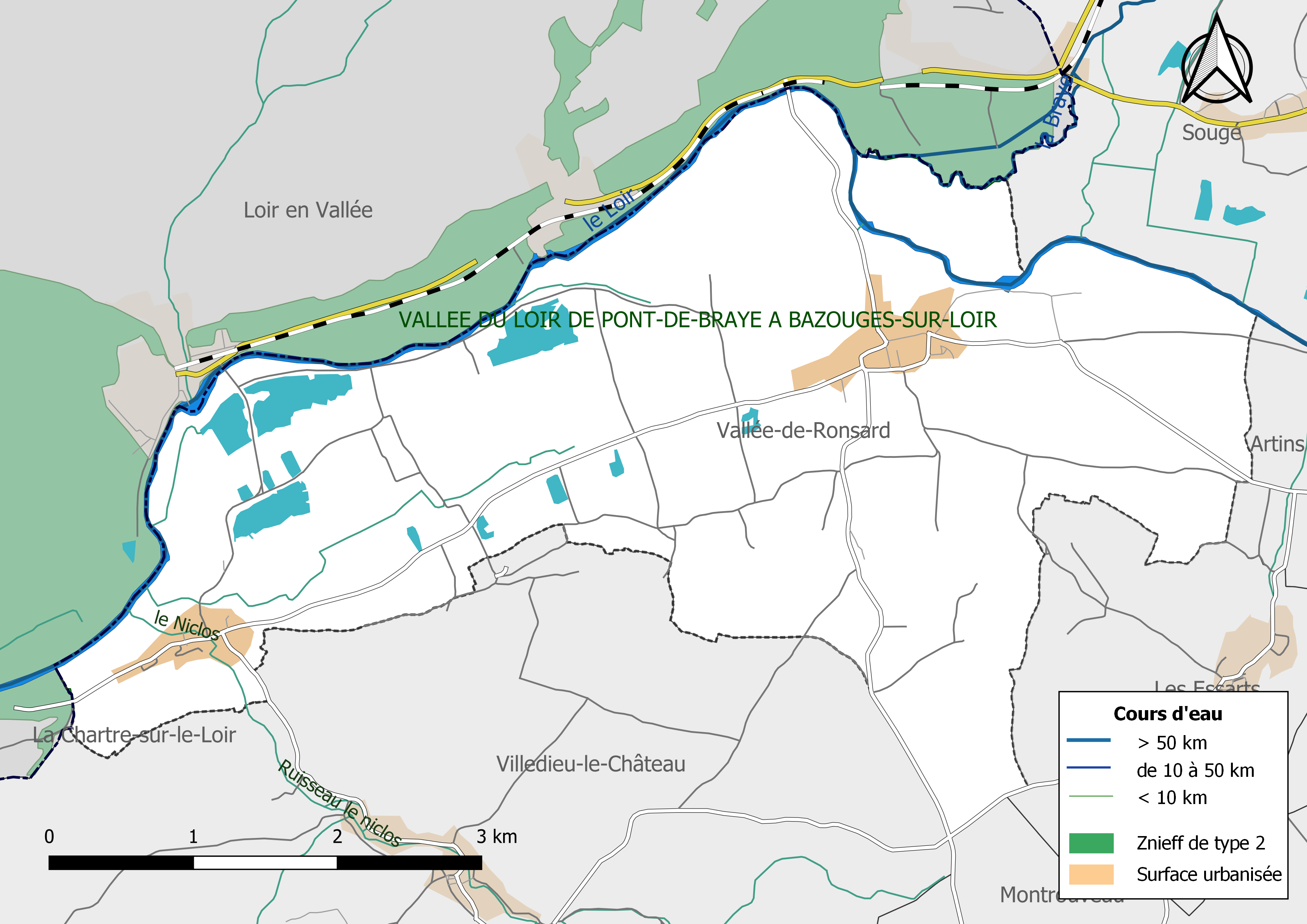
Carte des ZNIEFF de type 2 localisées sur la commune.

L'inventaire des zones naturelles d'intérêt écologique, faunistique et floristique (ZNIEFF) a pour objectif de réaliser une couverture des zones les plus intéressantes sur le plan écologique, essentiellement dans la perspective d'améliorer la connaissance du patrimoine naturel national et de fournir aux différents décideurs un outil d'aide à la prise en compte de l'environnement dans l'aménagement du territoire. Le territoire communal de Vallée-de-Ronsard comprend une ZNIEFF :
la « Vallée du Loir de Pont-de-Braye à Bazouges-sur-Loir » (15 797,02 ha).

## Urbanisme

### Typologie
Au 1er janvier 2024, Vallée-de-Ronsard est catégorisée commune rurale à habitat dispersé, selon la nouvelle grille communale de densité à sept niveaux définie par l'Insee en 2022.
Elle est située hors unité urbaine et hors attraction des villes,.

### Occupation des sols
L'occupation des sols est marquée par l'importance des espaces agricoles et naturels (96,8 %). La répartition détaillée ressortant de la base de données européenne d'occupation biophysique des sols Corine Land Cover millésimée 2012 est la suivante :
terres arables (11,6 %),
cultures permanentes (0,6 %),
zones agricoles hétérogènes (15,4 %),
prairies (3,5 %),
forêts (65,2 %),
milieux à végétation arbustive ou herbacée (0,7 %),
zones urbanisées (1 %),
espaces verts artificialisés non agricoles (0,5 %),
zones industrielles et commerciales et réseaux de communication (1,7 %),
eaux continentales (0,5 %).

### Planification
La loi SRU du 13 décembre 2000 a incité fortement les communes à se regrouper au sein d'un établissement public, pour déterminer les partis d'aménagement de l'espace au sein d'un SCoT, un document essentiel d'orientation stratégique des politiques publiques à une grande échelle. La commune est dans le territoire du SCOT des Territoires du Grand Vendômois, approuvé en 2006 et dont la révision a été prescrite en 2017, pour tenir compte de l'élargissement de périmètre,.
En matière de planification, la commune ne disposait pas en 2017 de document d'urbanisme opérationnel et le règlement national d'urbanisme s'appliquait donc pour la délivrance des permis de construire. Par ailleurs, à la suite de la loi ALUR (loi pour l'accès au logement et un urbanisme rénové) de mars 2014, un plan local d'urbanisme intercommunal couvrant le territoire de la Communauté d'agglomération Territoires Vendômois a été prescrit le 9 décembre 2015.

### Habitat et logement
Le tableau ci-dessous présente la typologie des logements à Vallée-de-Ronsard en 2016 en comparaison avec celle du Loir-et-Cher et de la France entière. Une caractéristique marquante du parc de logements est ainsi une proportion de résidences secondaires et logements occasionnels (32,5 %) supérieure à celle du département (18 %) et à celle de la France entière (9,6 %). Concernant le statut d'occupation de ces logements, 86,5 % des habitants de la commune sont propriétaires de leur logement (83,6 % en 2011), contre 68,1 % pour le Loir-et-Cher et 57,6 pour la France entière.
|                                                         | Vallée-de-Ronsard | Loir-et-Cher | France entière |
| ------------------------------------------------------- | ----------------- | ------------ | -------------- |
| Résidences principales (en %)                           | 59,9              | 74,5         | 82,3           |
| Résidences secondaires et logements occasionnels (en %) | 32,5              | 18           | 9,6            |
| Logements vacants (en %)                                | 7,7               | 7,5          | 8,1            |

### Risques majeurs
Le territoire communal de Vallée-de-Ronsard est vulnérable à différents aléas naturels : inondations (par débordement du Loir ou de la Braye ou par ruissellement), climatiques (hiver exceptionnel ou canicule), mouvements de terrains ou sismique (sismicité très faible),.

#### Risques naturels

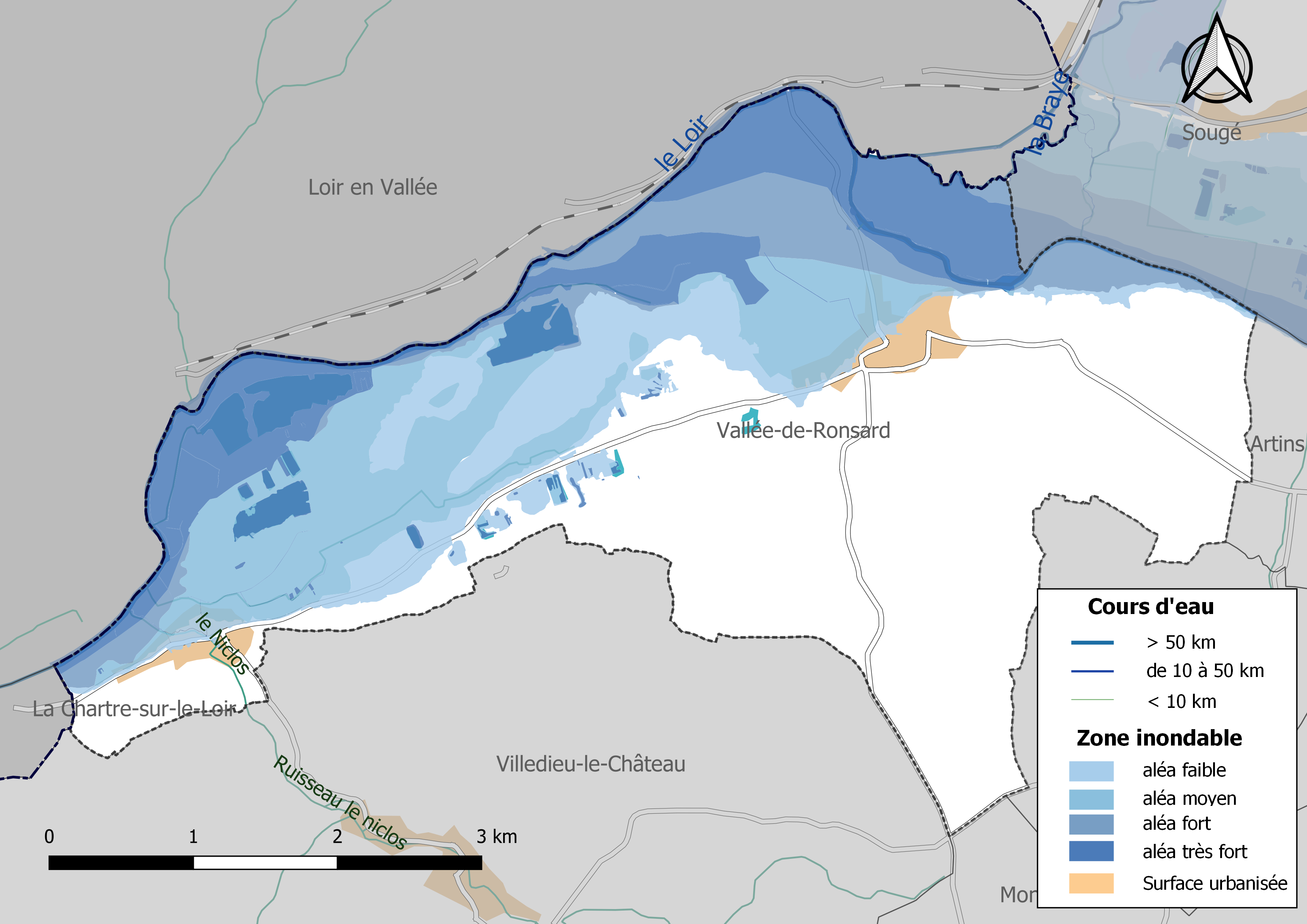
Zones inondables de la commune de Vallée-de-Ronsard.

Les mouvements de terrains susceptibles de se produire sur la commune sont soit liés au retrait-gonflement des argiles, soit des chutes de blocs, soit des glissements de terrains, soit des effondrements liés à des cavités souterraines. Le phénomène de retrait-gonflement des argiles est la conséquence d'un changement d'humidité des sols argileux. Les argiles sont capables de fixer l'eau disponible mais aussi de la perdre en se rétractant en cas de sécheresse. Ce phénomène peut provoquer des dégâts très importants sur les constructions (fissures, déformations des ouvertures) pouvant rendre inhabitables certains locaux. La carte de zonage de cet aléa peut être consultée sur le site de l'observatoire national des risques naturels Georisques. Une autre carte permet de prendre connaissance des cavités souterraines localisées sur la commune.
L'inventaire des crues historiques en France établi par Maurice Campion en 1864 ne mentionne pas la Braye. L'atlas des zones inondables de la Braye élaboré en mai 2007 s'est donc appuyé sur les relevés hydrométriques existants depuis la mise en place d'échelles de crues. Le débit de la crue de référence varie ainsi entre 140 et 320 m3/s selon les sections.

## Histoire

### Avant 2019
Le 29 novembre 2018, un arrêté préfectoral porte création de la commune au 1er janvier 2019. Vallée-de-Ronsard est ainsi la fusion des communes aujourd'hui déléguées de :
- Couture-sur-Loir,
- Tréhet.

## Politique et administration

### Liste des maires
| Période      | Période  | Identité          | Étiquette | Qualité                                                                                        |
| ------------ | -------- | ----------------- | --------- | ---------------------------------------------------------------------------------------------- |
| janvier 2019 | En cours | Philippe Mercier, | DVD       | Employé civil ou agent de service de la fonction publique Conseiller départemental depuis 2021 |

## Équipements et services

### Eau et assainissement
L'organisation de la distribution de l'eau potable, de la collecte et du traitement des eaux usées et pluviales relève des communes. La compétence eau et assainissement des communes est un service public industriel et commercial (SPIC).

#### Alimentation en eau potable
Le service d'eau potable comporte trois grandes étapes : le captage, la potabilisation et la distribution d'une eau potable conforme aux normes de qualité fixées pour protéger la santé humaine. En 2019, la commune est membre du syndicat intercommunal d'adduction d'eau potable de Couture-sur-Loir qui assure le service en le délégant à une entreprise privée, Suez.

#### Assainissement des eaux usées
En 2019, la commune de Vallée-de-Ronsard gère le service d'assainissement collectif en régie directe, c'est-à-dire avec ses propres personnels, avec le statut de entreprise privée.
Une station de traitement des eaux usées est en service au 1er janvier 2019 sur le territoire communal :
« Les Bagotines », un équipement utilisant la technique du lagunage naturel, dont la capacité est de 270 EH, mis en service le 1er janvier 1989.
L'assainissement non collectif (ANC) désigne les installations individuelles de traitement des eaux domestiques qui ne sont pas desservies par un réseau public de collecte des eaux usées et qui doivent en conséquence traiter elles-mêmes leurs eaux usées avant de les rejeter dans le milieu naturel. La 0 assure pour le compte de la commune le service public d'assainissement non collectif (SPANC), qui a pour mission de vérifier la bonne exécution des travaux de réalisation et de réhabilitation, ainsi que le bon fonctionnement et l'entretien des installations.

### Sécurité, justice et secours
La sécurité de la commune est assurée par la brigade de gendarmerie de Montoire-sur-le-Loir qui dépend du groupement de gendarmerie départementale de Loir-et-Cher installé à Blois.
En matière de justice, Vallée-de-Ronsard relève du conseil de prud'hommes de Blois, de la Cour d'appel d'Orléans (juridiction de Blois), de la Cour d'assises de Loir-et-Cher, du tribunal administratif de Blois, du tribunal de commerce de Blois et du tribunal judiciaire de Blois.

## Démographie
| Nom                      | Code Insee | Intercommunalité         | Superficie (km2) | Population (dernière pop. légale) | Densité (hab./km2) |
| ------------------------ | ---------- | ------------------------ | ---------------- | --------------------------------- | ------------------ |
| Couture-sur-Loir (siège) | 41070      | CA Territoires Vendômois | 14,3             | 413 (2016)                        | 29                 |
| Tréhet                   | 41263      | CA Territoires Vendômois | 5,65             | 112 (2016)                        | 20                 |

## Économie

### Secteurs d'activité
Le tableau ci-dessous détaille le nombre d'entreprises implantées à Vallée-de-Ronsard selon leur secteur d'activité et le nombre de leurs salariés :
|                                                              | total | % com (% dep) | 0 salarié | 1 à 9 salarié(s) | 10 à 19 salariés | 20 à 49 salariés | 50 salariés ou plus |
| ------------------------------------------------------------ | ----- | ------------- | --------- | ---------------- | ---------------- | ---------------- | ------------------- |
| Ensemble                                                     | 46    | 100,0 (100)   | 32        | 14               | 0                | 0                | 0                   |
| Agriculture, sylviculture et pêche                           | 14    | 30,4 (11,8)   | 9         | 5                | 0                | 0                | 0                   |
| Industrie                                                    | 6     | 13,0 (6,5)    | 5         | 1                | 0                | 0                | 0                   |
| Construction                                                 | 5     | 10,9 (10,3)   | 2         | 3                | 0                | 0                | 0                   |
| Commerce, transports, services divers                        | 14    | 30,4 (57,9)   | 14        | 0                | 0                | 0                | 0                   |
| dont commerce et réparation automobile                       | 1     | 2,2 (17,5)    | 1         | 0                | 0                | 0                | 0                   |
| Administration publique, enseignement, santé, action sociale | 7     | 15,2 (13,5)   | 2         | 5                | 0                | 0                | 0                   |
| Champ : ensemble des activités.                              |       |               |           |                  |                  |                  |                     |

Le secteur agricole est important puisqu'il représente 30,4 % du nombre d'entreprises de la commune (14 sur 46), contre 11,8 % au niveau départemental.
Sur les 46 entreprises implantées à Vallée-de-Ronsard en 2016, 32 ne font appel à aucun salarié et 14 comptent 1 à 9 salariés.
Au 1er juillet 2017, la commune est classée en zone de revitalisation rurale (ZRR), un dispositif visant à aider le développement des territoires ruraux principalement à travers des mesures fiscales et sociales. Des mesures spécifiques en faveur du développement économique s'y appliquent également.

## Culture locale et patrimoine

### Lieux et monuments
- Église Saint-Gervais-Saint-Protais de Couture-sur-Loir.